# Troglophilus neglectus
Troglophilus neglectus är en insektsart som beskrevs av Krauss 1879. Troglophilus neglectus ingår i släktet Troglophilus och familjen grottvårtbitare.

## Underarter
Arten delas in i följande underarter:
- T. n. vlasinensis
- T. n. neglectus
- T. n. serbicus